# Palacio del Vizconde de Los Villares
El palacio del Vizconde de Los Villares, en Los Villares (provincia de Jaén, España), constituye la única construcción civil coetánea a la fundación de la localidad en el siglo XVI. Es denominada por los villariegos "Casa Grande", por su notorio mayor tamaño al resto del caserío, o "Casa del Vizconde", por haber pertenecido a la familia de don Francisco Zeballos y Villegas, primer vizconde de Los Villares.
Se trata de una casa solariega que sigue los modelos renacentistas rurales castellanos y de la alta Andalucía, de fachadas pétreas, articulada en derredor de un patio adintelado configurado mediante una estructura portante leñosa de jácenas, hermosas zapatas y pies derechos de considerable valor plástico y artesanal y abierta en su fachada principal por una elegante galería alta de arcos de medio punto.

## Descripción
El volumen construido, que descansa sobre sótano con bóvedas de piedra, es de dos plantas comunicadas por una escalera que arranca desde una esquina del patio. Los muros son de ripio y tapial de notable espesor; los forjados de rollizos y en la configuración del patio principal se emplearon jácenas de gran escuadría. El sistema de cubrición es también leñoso, con armaduras de parhilera y de limas bajo teja árabe.
En el centro de la construcción se sitúa el patio principal, existiendo otro secundario o huerto en la parte trasera. El patio principal, de planta cuadrada, se halla reducido visualmente de sus proporciones originales al añadírsele tabiques que permitieron proteger dos de las galerías y habilitar como habitación una tercera, quedando hoy sólo expedita la panda norte. Como consecuencia de dichas modificaciones, se alteraron los elementos de madera entre los que destacan las grandes zapatas con decoración de volutas, espirales, cruces, etc. Son también de mencionar algunas puertas de casetones.
Del ángulo nordeste del patio arranca la escalera, de un solo tramo, cubierta por una media naranja decorada con florón central y sostenida por pechinas decoradas por pequeñas cabezas de querubines en yeso. La cima de la escalera ofrece en alzado doble arco de medio punto rebajado que separa un machón de fábrica.
La primera planta alberga estancias destinadas a dormitorios con conchas de yeso en los dinteles de entrada. En la segunda planta hay tres cámaras, entre las que destaca la que ofrece fachada a la calle Jardín, abierta con una galería de ocho arcos de medio punto.
La portada, situada bajo esa arquería, es alta y sobria y se conforma por sencillas pilastras toscanas que flanquean el vano adintelado.